# 帕兹曼德福卢
47°34′16″N 17°46′52″E / 47.5710798°N 17.7810865°E
帕兹曼德福卢，是匈牙利杰尔-莫雄-肖普朗州所辖的一个村。总面积19.39平方公里，总人口994，人口密度51.3人/平方公里（2011年1月1日）。